# Lipiec 2020

## 30 lipca
- Wystartowała bezzałogowa misja marsjańska NASA Mars 2020. Z bazy lotniczej na Przylądku Canaveral rakietą Atlas V wystrzelono sondę z łazikiem Perseverance na pokładzie. Lądowanie w kraterze Jezero przewidziano na 18 lutego 2021 roku[1][2].
- Pandemia COVID-19: Według stanu na 30 lipca liczba potwierdzonych zachorowań na całym świecie przekroczyła 17 milionów osób, zaś liczba zgonów to ponad 660 tysięcy[3].
- Hamed Bakayoko został powołany na funkcję premiera Wybrzeża Kości Słoniowej[4][5].

## 28 lipca
- Były premier Malezji Najib Tun Razak został skazany na 12 lat pozbawienia wolności i grzywnę w wysokości 210 milionów ringgit w procesie dotyczącym afery funduszu 1MDB[6][7].

## 26 lipca
- Pandemia COVID-19: Według stanu na 26 lipca liczba potwierdzonych zachorowań na całym świecie przekroczyła 16 milionów osób, zaś liczba zgonów to ponad 640 tysięcy[8].

## 23 lipca
- Z Centrum Startowego Satelitów Wenchang wystartowała pierwsza samodzielna misja badawcza Marsa Chińskiej Narodowej Agencji Kosmicznej o nazwie Tianwen-1, nawiązującej do wiersza Pytam niebiosa. Sondę złożoną z modułu przelotowego, lądownika oraz łazika wyniosła rakieta Długi Marsz 5[9][10].
- Pandemia COVID-19: Według stanu na 23 lipca liczba potwierdzonych zachorowań na całym świecie przekroczyła 15 milionów osób, zaś liczba zgonów to ponad 620 tysięcy[11].

## 19 lipca
- Wybory parlamentarne w Syrii[12].

## 18 lipca
- Pandemia COVID-19: Według stanu na 18 lipca liczba potwierdzonych zachorowań na całym świecie przekroczyła 14 milionów osób, zaś liczba zgonów to około 600 tysięcy[13].

## 15 lipca
- Wybory parlamentarne w Macedonii Północnej[14].

## 14 lipca
- Pandemia COVID-19: Według stanu na 14 lipca liczba potwierdzonych zachorowań na całym świecie przekroczyła 13 milionów osób, zaś liczba zgonów to prawie 600 tysięcy[15].

## 12 lipca
- Andrzej Duda wygrał drugą turę wyborów prezydenckich w Polsce z wynikiem 51,03% głosów. Drugie miejsce zajął Rafał Trzaskowski, na którego zagłosowało 48,97% wyborców[16].

## 11 lipca
- Pandemia COVID-19: Według stanu na 11 lipca liczba potwierdzonych zachorowań na całym świecie przekroczyła 12 milionów osób, zaś liczba zgonów to ponad 550 tysięcy[17].

## 7 lipca
- W Czechach w wypadku kolejowym w Perninku zginęły 2 osoby a ponad 20 zostało rannych[18].

## 5 lipca
- Wybory parlamentarne w Chorwacji[19].

## 4 lipca
- Pandemia COVID-19: Według stanu na 4 lipca liczba potwierdzonych zachorowań na całym świecie przekroczyła 11 milionów osób, zaś liczba zgonów to ponad 520 tysięcy[20].

## 3 lipca
- Premier Francji Édouard Philippe podał się do dymisji, na jego miejsce został powołany Jean Castex[21][22].

## 2 lipca
- 162 osoby zginęły w wyniku zejścia wywołanej ulewnymi deszczami lawiny błotnej w kopalni jadeitu w Mjanmie[23].